# Gare d'Abscon
La gare d'Abscon était une gare ferroviaire française, située sur la commune d'Abscon, dans le département du Nord, en région Hauts-de-France. Elle est aujourd'hui démolie.

## Situation ferroviaire
La gare d'Abscon était située au point kilométrique (PK) 4 de la ligne de Somain à Péruwelz, entre les fosses de La Pensée et Saint-Mark.

## Histoire

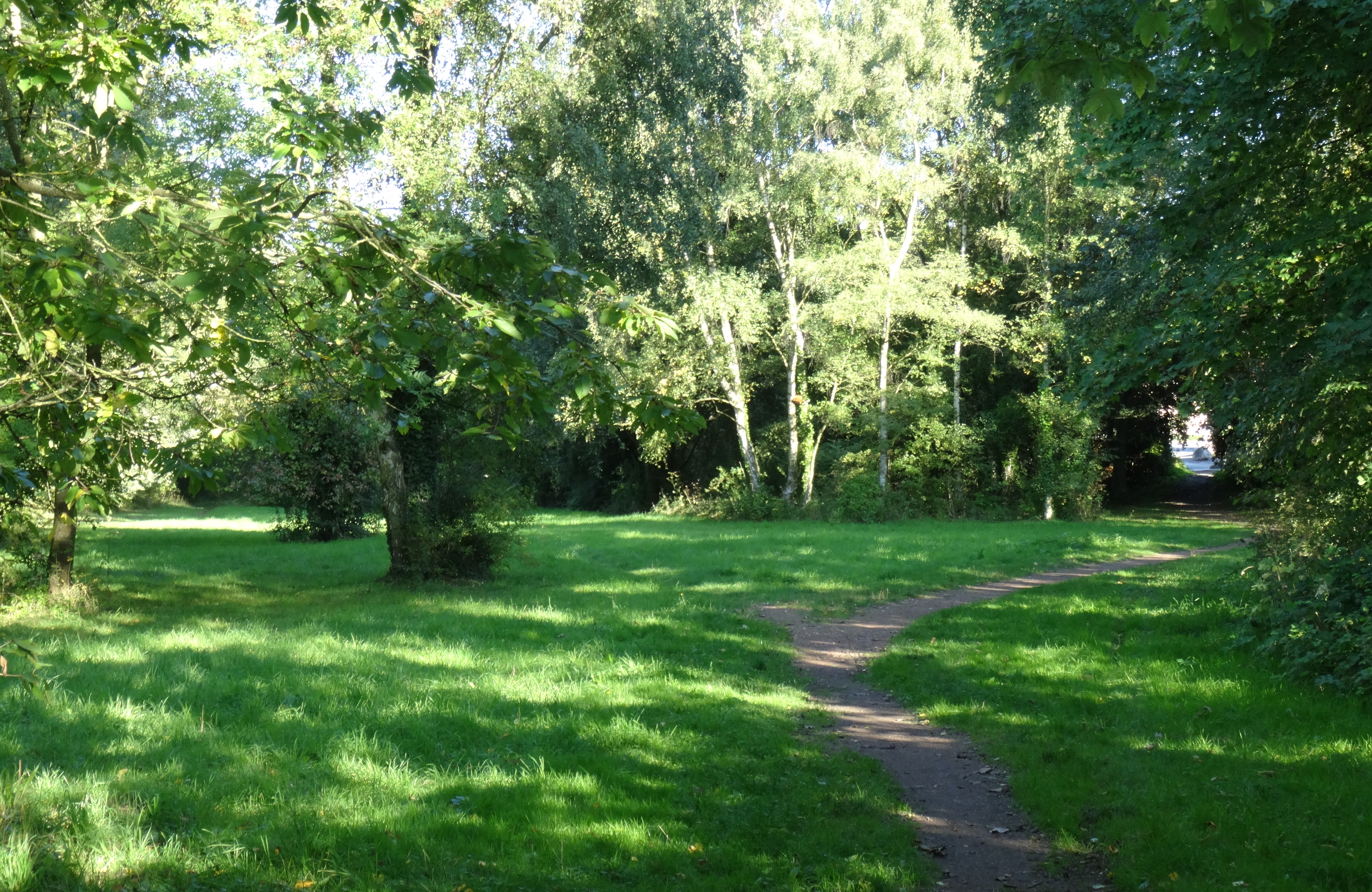
Le site en 2015.

La voie de fer d'Anzin à Denain, Abscon et Somain, construite par la Compagnie des mines d'Anzin, est une des premières qu'ait possédées la France. La concession date du 24 octobre 1835 et les travaux furent commencés immédiatement.
Abscon était autrefois reliée à Somain et à Péruwelz.